# Zavod za ohranitev kulturne dediščine Nesseltal Koprivnik
Zavod za ohranitev kulturne dediščine Nesseltal Koprivnik je bil ustanovljen leta 2008 z namenom ohranjanja in predstavljanja kulturne dediščine Kočevarjev. Sedež zavoda je v vasi Koprivnik v Kočevskem Rogu. Zavod je tudi vključen v Zvezo kočevarskih organizacij s sedežem v Starih Žagah. Leta 2019 je prišlo do reorganizacije, in tako je bil istega leta ustanovljen Zavod za razvoj turizma Kočevski rog. Omenjeni zavod se ukvarja z dediščinskim turizmom na področju Kočevskega Roga.

## Delovanje Zavoda Nesseltal Koprivnik[1]
V prostorih zavoda se nahajajo stalne postavitve:
- »Etnološka zbirka Kočevarjev«, s poudarkom na kulturi pitja alkohola in brezalkoholnih pijač.
- Razstavni prostor o življenju in delu kočevarskega slikarja Michaela Ruppeja (1863 – 1951).
- Digitalizirana zbirka »Iz etnološke dediščine Kočevarjev«.

## Založništvo
OBERSTAR, Leon. Michael Ruppe na razglednicah in slikah Kočevske, Gimnazija Kočevje; Zavod za ohranitev kulturne dediščine Nesseltal Koprivnik, 2009.           
TSCHERNE, Maridi. Kočevarsko-slovenski slovar, Zavod za ohranitev kulturne dediščine Nesseltal Koprivnik = Einrichtung für die Erhaltung des Kulturerbes Nesseltal, 2012. 